# Patrick van Domburg
P.J.M. (Patrick) van Domburg (Zoetermeer, 23 augustus 1969) is een Nederlands jurist, politicus en bestuurder. Hij is lid van de VVD. Sinds 13 januari 2025 is hij burgemeester van Bronckhorst.

## Biografie
Van Domburg ging van 1982 tot 1988 naar het vwo aan het Alfrink College en studeerde van 1988 tot 1994 rechtsgeleerdheid aan de Rijksuniversiteit Leiden. Aansluitend en tot 2006 nam hij verschillende juridische en beleidsfuncties op bij het Openbaar Ministerie.
Van Domburg was van 2002 tot 2006 en in 2014 als gemeenteraadslid van Zoetermeer. Van 2006 tot 2014 was hij er wethouder van onder andere veiligheid, wijk- & buurtbeheer, dienstverlening, communicatie & participatie, wonen, milieu en citymarketing.
In 2015 was Van Domburg algemeen bestuurslid van Hoogheemraadschap van Rijnland. Daarnaast was hij onder meer ambassadeur maatwerkaanpak regeldruk bedrijven bij het ministerie van Economische Zaken en adviseur van de Nationaal Commissaris Digitale Overheid.  
Op 17 september 2015 werd Van Domburg burgemeester van IJsselstein. Hij kreeg de portefeuille openbare orde & veiligheid, toezicht & handhaving, horeca-, exploitatie- & evenementenvergunningen, dierenwelzijn, bestuurlijke organisatie, inclusief bestuurlijke vernieuwing (o.a. bestuursorganen, algemene & juridische zaken, privacy, bijzondere wetten & verordeningen), regionale samenwerking & externe betrekkingen, stedenband, communicatie, representatie & kabinetszaken en informatieveiligheid & archief.
Van Domburg werd naast het burgemeesterschap in IJsselstein onder meer voorzitter van de Vereniging Nederlandse Vestingsteden, de Stichting Oog op de Natuur, de Stichting Utrechtse Kastelen, en het Centraal College van Deskundigen (CCvD) Archeologie. Verder werd hij penningmeester van de Stichting Oldtimerdag Zoetermeer en bestuurslid en Prins Bernhard Cultuurfonds Utrecht en voorzitter van de Adviescommissie Utrecht.
Op 31 oktober 2024 werd Van Domburg voorgedragen als burgemeester van Bronckhorst. De verwachting werd dat hij op 13 januari 2025 wordt geïnstalleerd. Met ingang van 13 januari 2025 werd hij benoemd bij koninklijk besluit.